# إريك بورهوب
إريك هنري ستونلي بورهوب (31 يناير 1911 -22 يناير 1980) هو فيزيائي وعالم إنساني من أستراليا.
تخرج بورهوب من جامعة ملبورن، وفي عام 1851، حصل على منحة الزمالة البحثية للدراسة في مختبر كافنديش بإشراف اللورد رذرفورد. أجرى بحوثًا حول الاندماج النووي بإشراف مارك أوليفانت. توصل إلى نظرية غير نسبية حول ظاهرة تأثير أوجيه في عام 1935، وتوصل إلى معالجة نسبية في العام التالي. كتب لاحقًا دراسة حول هذا الموضوع. في عام 1936، عاد إلى جامعة ملبورن حيث عمل محاضرًا، وساعد البروفيسور توماس لابي في إنشاء قسم الفيزياء هناك.
خلال الحرب العالمية الثانية، عمل بورهوب في مختبر الفيزياء الإشعاعية في سيدني، حيث أنتج نموذجًا مخبريًا لأنبوب مغناطيسي إلكتروني. في سبتمبر 1942، عاد إلى ملبورن وعمل ضابطًا مسؤولًا عن مختبر أبحاث الرادار، حيث واصل تطوير الأنابيب المغناطيسية الإلكترونية والكليسترون المنعكس لأجهزة الرادار. في مايو 1944، انضم إلى عالمي فيزياء أستراليين آخرين للعمل على مشروع مانهاتن الذي أنتج أول قنابل ذرية. في مطلع عام 1945، عرض هاري ماسي على بورهوب منصب محاضر في قسم الرياضيات في كلية لندن الجامعية. ساهم بورهوب في تعزيز التعاون الدولي في مجال الفيزياء النووية.
لم تُوجّه أي اتهامات رسمية بالتجسس الذري إلى بورهوب ولم يستجوبه المحققون مباشره، ولكن بسبب آرائه السياسية اليسارية واضطلاعه بالنشاط المناهض للأسلحة النووية فضلًا عن العلاقات الشخصية التي تربطه بالجواسيس السوفييت المكشوفين، أصبح بورهوب محط مراقبة وكالات مكافحة التجسس في المملكة المتحدة والولايات المتحدة وأستراليا خلال أربعينيات القرن العشرين وخمسينياته، وهي حقيقة نُشرت في عام 2019.

## نشأته
ولد إريك هنري ستونلي بورهوب في هوبارت، تاسمانيا، في 31 يناير 1911، وهو الطفل الثالث لهنري أوغستس بورهوب وزوجته بيرثا (هيد قبل الزواج) اللذان عملا ضباطًا في جيش الخلاص. لديه شقيقتان أكبر سنًا، إدنا وفيرا. لم تكن عائلته ثرية، واعتادت الانتقال بسبب طبيعة عمل الوالد الإنجيلية. في عام 1923، انتقلت العائلة إلى بالارات، حيث التحق بورهوب بمدرسة بالارات الثانوية وتلقى معظم تعليمه الثانوي، وحصل على شهادة المغادرة (العام الدراسي 11) في عام 1926. انتقل إلى مدرسة ملبورن الثانوية في سنته الأخيرة.
حصل بورهوب على منحة دراسية، ودخل جامعة ملبورن في عام 1928. بدأ دراسة الهندسة المدنية، ولكنه تحول إلى دراسة العلوم بعد عامين، وتخصص في الفيزياء. في عام 1929، حصل على مساعدة مالية بموجب منحة دراسية. في عام 1931، تخرج بدرجة البكالوريوس في العلوم مع مرتبة الشرف الأولى في الفيزياء. حصل بعدها على درجة البكالوريوس في الآداب، مع مرتبة الشرف الأولى كذلك، وحصل على درجة البكالوريوس في الرياضيات عام 1932، وماجستير العلوم في الفيزياء عام 1933.
خلال البحث الذي أجراه بورهوب لدرجة الماجستير، جعله البروفيسور توماس لابي يبحث في احتمال تأين غلاف التكافؤ بتأثير الإلكترون عن طريق قياس شدة انبعاثات الأشعة السينية الناتجة. أثار ذلك اهتمامًا بتأثير أوجيه، وأصبح خبيرًا في هذا الموضوع. خلافًا لذلك، كان لأطروحة الماجستير التي حملت عنوان «أطياف حزمة الجزيئات ثنائية الذرة» تأثير ضئيل على عمله اللاحق.

## مختبر كافندش
قدّم بورهوب أطروحة جيدة ضمنت حصوله على منحة الزمالة البحثية عام 1851 للدراسة في مختبر كافنديش بجامعة كامبريدج تحت إشراف اللورد رذرفورد في عام 1933. تضمنت المنحة تذكرة من الدرجة الأولى إلى لندن على متن سفينة آر إم إس أورونساي. كان مختبر كافنديش آنذاك أحد المراكز الرائدة في الفيزياء في العالم. في عام 1932، قسّم علماء مختبر كافنديش جون كوكروفت وإرنست والتون النواة الذرية، واكتشف جيمس تشادويك النيوترونات، وأكد باتريك بلاكيت وجوزيبي أوتشياليني على وجود جسيم البوزيترون. أشرف الأسترالي مارك أوليفانت على زميله بورهوب. جرى تكليفه في البداية بمهمة تقصي انتشار أيونات المعادن القلوية الموجبة على أسطح المعادن الساخنة، ولكنه سرعان ما تحول إلى موضوع أكثر إثارة للاهتمام، وهو قياس وظيفة مثيرات أزواج الديوتيرون التي تنتج جسيمات التريتون من خلال الاندماج النووي.
تمكن بورهوب من رصد رد الفعل عند طاقات لم تتجاوز 8 آلاف إلكترون فولت. واصل أبحاثه في الأشعة السينية وتأثير أوجيه. أجرى دراسة حول احتمالات تأين قذائف عنصر الفضة، باستخدام تقريب بورن. في عام 1935، طرح نظرية غير نسبية حول تأثير أوجيه. تلا ذلك معالجة نسبية في عام 1936 مع هاري ماسي، وهو زميل مغترب أسترالي درس كذلك في كافنديش. تتوجت أعماله حول تأثير أوجيه بدراسته المعنونة بتأثير أوجيه وغيره من الانتقالات غير الإشعاعية (1952).
لم ينخرط بورهوب في الأنشطة السياسية قبل مجيئه إلى كامبريدج. في كامبريدج، تعرّض لنقاشات سياسية بسبب المعاناة الناجمة عن الكساد الكبير وظهور الفاشية في أوروبا. رفض معتنق والديه وفضل العلم العقلاني على ذلك، ولكنه لم يرفض قيمهم، ولا سيما قيم التعاطف مع الآخرين، وكان على تواصل دائم معهما. تبنى مُعتقد الاشتراكية عندما كان في كامبريدج، وآمن بأن العلماء يتحملون مسؤولية أخلاقية تجاه المجتمع، بما في ذلك محاربة الفاشية.

## جامعة ملبورن
في عام 1936، عاد بورهوب إلى أستراليا، وعمل محاضرًا في جامعة ملبورن، حيث حرص لابي على إنشاء قسم الفيزياء بإضافة الخبرات في أحدث التطورات في الفيزياء النووية. في 23 ديسمبر 1936، تزوج خطيبته، وينيفريد إيدا ستيفنز، خلال مراسم حفل جيش الخلاص. أنجب الزوجان فتاة وصبيان. في عام 1938، حصل بورهوب على درجة دكتوراه في الفلسفة من جامعة كامبريدج تحت إشراف لابي. تمحورت دراسته حول ثلاثة أجزاء: «تأين الذرة في غلاف داخلي وإعادة تنظيمها، مع إشارة إلى نظرية ديراك للإلكترون»؛ «بعض مسائل التفكك الذري»؛ و«ملاحظة بشأن هجرة الذرات على السطح». استحدث بورهوب أول برنامج بحثي من نوعه في هذا المجال في جامعة أسترالية، مستخدمًا معدات علمية أحضرها معه من بريطانيا. تمركزت جهود البحث حول مسرع 300 ألف إلكترون فولت، والذي أنتج شعاعًا نيوترونيًا متجانسًا، وبدأ العمل في أغسطس 1939. ألقى محاضرات حول الفيزياء الحديثة للطلاب الجامعيين، وحول ميكانيكا الكم لطلاب الدراسات العليا.
بعد اندلاع الحرب العالمية الثانية في عام 1939، شرع قسم الفيزياء على تطوير الذخائر البصرية، ولا سيما المرايا المصنوعة من الألمنيوم للتصوير الجوي. في فبراير 1942، أقنع أوليفانت لابي بإعفاء بورهوب وليزلي مارتن من العمل في الجامعة وأُوكل لهما مهمة العمل على رادار الميكروويف في مختبر الفيزياء الإشعاعية في سيدني. في 23 يوليو 1942، أنتج بورهوب ومارتن نموذجًا مخبريًا لأنبوب مغناطيسي إلكتروني. يستند مقطعه المغناطيسي إلى تصميم غير محلي، ولكنه مصنوع بالكامل من مكونات محلية يمكن تصنيعها في أستراليا. في سبتمبر 1942، عاد بورهوب إلى جامعة ملبورن بصفته الضابط المسؤول عن مختبر أبحاث الرادار، وهو بؤرة مختبر الفيزياء الإشعاعية، حيث اضطلع بمهمة تحويل النماذج الأولية للأنبوب المغناطيسي الإلكتروني وانعكاس كليسترون إلى نماذج إنتاجية. في نهاية المطاف، أُنتج ما يتجاوز 2000 جهاز رادار في أستراليا.

## مشروع مانهاتن
في يناير 1944، طلب أوليفانت من السير ديفيد ريفيت، رئيس مجلس البحوث العلمية والصناعية، إعفاء بورهوب من مهامه وأُوكل له مهمة العمل في مشروع مانهاتن، وهو الجهد الذي بذله الحلفاء لصنع قنابل ذرية. في مايو 1944، انضم بورهوب إلى بعثة أوليفانت البريطانية في مختبر إرنست لورانس للإشعاع في جامعة كاليفورنيا في بيركلي. عمل على مشروع مانهاتن مع الفيزيائيين الأستراليين أوليفانت وماسي، وتواجد الفيزيائيون الثلاثة في بيركلي. تمثلت مهمة مختبر الإشعاع بتطوير عملية فصل النظائر الكهرومغناطيسية. عمل بورهوب مع ديفيد بوم في مجموعة ماسي النظرية، حيث درس خصائص التفريغ الكهربائي في المجالات المغناطيسية، والمعروفة في الوقت الحاضر باسم انتشار بوم. درسوا كذلك تأين مركبات اليورانيوم التي تُستخدم علفًا في عملية تخصيب اليورانيوم الكهرومغناطيسي كرابع كلوريد اليورانيوم وسادس فلوريد اليورانيوم.